# Frère Gérard
Pour les articles homonymes, voir Gérard.
Frère Gérard ou Gérard l'Hospitalier, né vers 1047 dans une famille de la région d'Amalfi (Italie) et mort le 3 septembre 1120, est le fondateur d'une congrégation, les Hospitaliers de Saint-Jean, qui deviendra par la suite l’ordre de Saint-Jean de Jérusalem.

## Origine
Frère Gérard est quelquefois appelé Pierre-Gérard de Martigues pour appuyer son lieu de naissance à Martigues en Provence. Mais cette origine n'est pas établie. Une autre version voudrait que frère Gérard soit originaire d'Amalfi ce qui parait plus probable. L'écrivain et historien italien Gian Francesco Galeani Napione et l'historien de la ville d'Amalfi, Giuseppe Gargano, auraient retrouvé frère Gérard dans un certain Gerardo Sasso ou Saxus, mais les preuves apportées ne sont pas convaincantes.

### Gérard Tenque
Appelé souvent par erreur Gérard Tenque ou Tum, Tune, ou encore Thom, cette confusion vient d'une erreur de traduction de Pierre-Joseph de Haitze qui traduit des textes latins, entre autres, pour l'écriture de son Histoire de la vie et du culte du bienheureux Gérard Tenque, fondateur de l'ordre de Saint-Jean de Jérusalem. Il aurait appelé le frère Gérard, Gérard Tenque : « Fr. Gerardus tunc Hospitalis praefectus cum a Christianis duce Godefredo Hyerusalem capta est anno domini MLXXXIX » où tunc doit se traduire par « à l'époque » ou « alors » : « Frère Gérard, à l'époque administrateur des Hospitaliers… » et non « Frère Gérard Tenque, administrateur des Hospitaliers… ». C'est Ferdinand de Hellwald qui a relevé l'erreur de traduction en 1885.

## Biographie

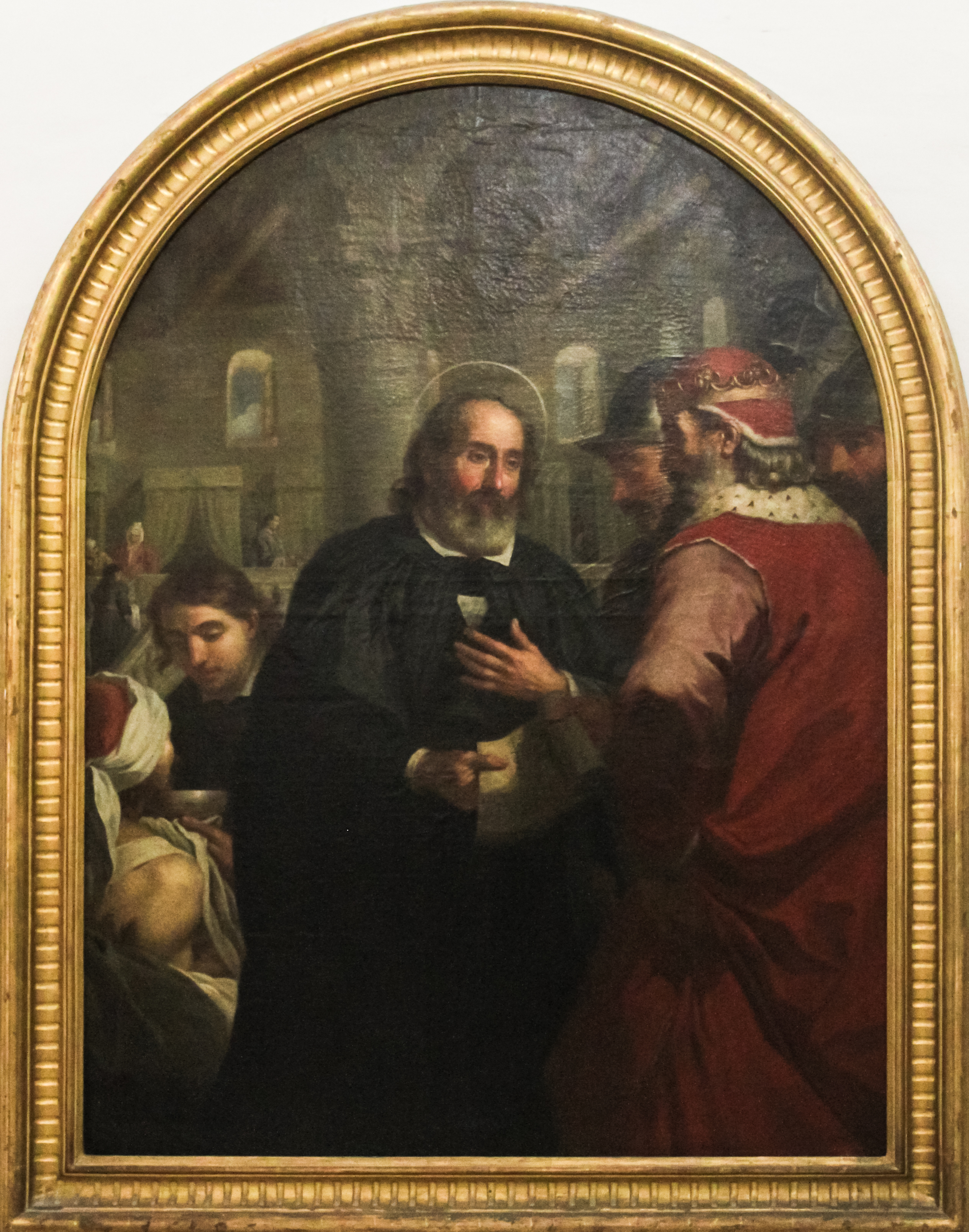
Antoine Favray, Frère Gérard reçoit Godefroy de Bouillon, musée national des beaux-arts de Malte.

Guillaume de Tyr donne pour origine une famille d'Amalfi. Il attribue la construction d'origine à Pantalone di Mauro commerçant amalfitain à Constantinople. Son commerce le menait régulièrement à Jérusalem où il allait prier au Saint-Sépulcre, partiellement reconstruit en 1048. Mauro aurait obtenu du calife fatimide du Caire, gardien des lieux, l'autorisation de construire une maison. L'autorisation obtenue, il fit construire, en plus d'une maison, un monastère et une église, Sainte-Marie-Latine. Il en confia la gestion à des moines bénédictins. Quelque temps plus tard, il fit construire un couvent et un oratoire dédiée à Marie-Madeleine réservée aux femmes. Enfin, il fit construire un xenodochium pour accueillir des pèlerins. Lorsque les croisés prirent Jérusalem ils trouvèrent Agnès, l'abbesse du couvent féminin, et Gérard qui n'était sans doute pas un religieux.
C'est comme oblat des moines bénédictins de Sainte-Marie-Latine qu'il soignait, et dirigeait sous leur autorité, les malades au xenodochium (hôpital en grec) de Jérusalem que des marchands d'Amalfi avaient construit entre 1068 et 1071 et dédié au bienheureux Jean l'Aumônier. Lors du siège de Jérusalem par les croisés de Godefroy de Bouillon, il est suspecté d'entente avec l'ennemi, et, à la prise de la ville, il se met à la disposition de tous les blessés.
À la suite de la conquête latine de la première croisade, le xenodochium et son recteur Gérard se séparent des moines bénédictins de Sainte-Marie-Latine, et changent de patronage en le dédiant désormais à saint Jean-Baptiste,. Gérard se consacre aux pauvres et aux pèlerins, recrutant du personnel et recevant de nombreux dons de toute la chrétienté. Il fit construire une église dédiée à Jean le Baptiste et un monastère lui aussi dédié au même saint. Ses premiers compagnons dans la congrégation qu'il fonde seront les aides des malades, impressionnés par son engagement et sa foi.
Frère Gérard institua peut être une règle pour régir l'Hospital en s'inspirant de celle de saint Augustin et de saint Benoît mais il n'en a pas laissé trace. La première règle connue date de Raymond du Puy.
Frère Gérard meurt à Jérusalem le 3 septembre 1120, il est considéré comme bienheureux par l’Église catholique.

### Les donations à L'Hospital

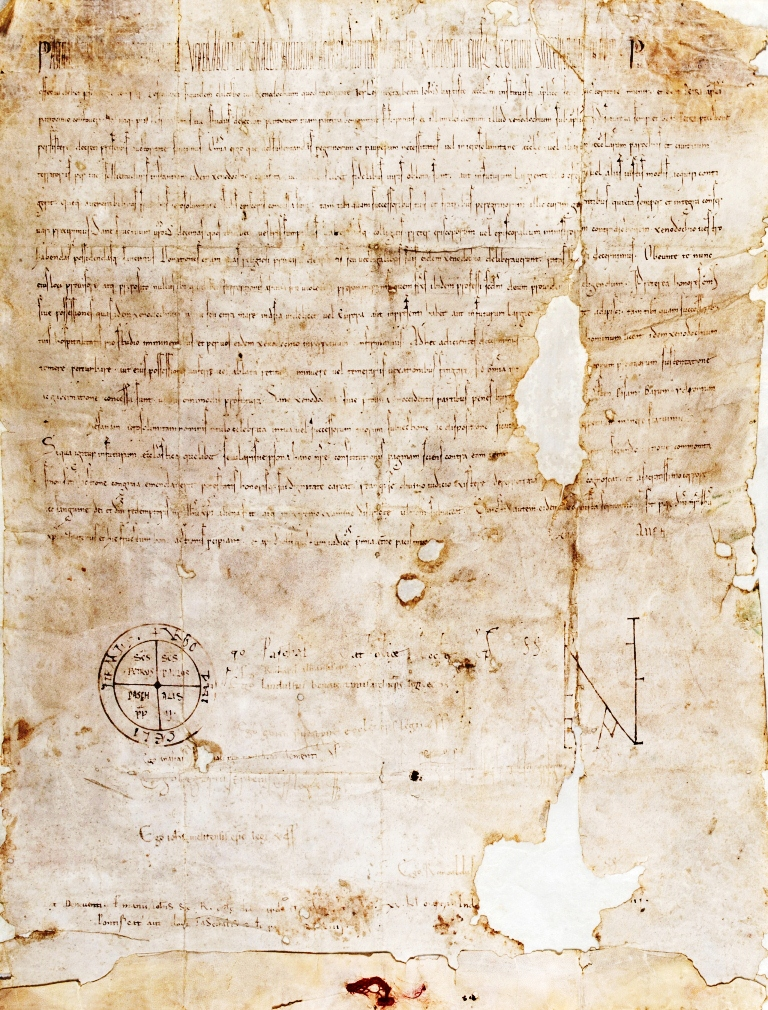
Bulle pontificale Pie postulatio voluntatis conservée à la Bibliothèque nationale de Malte.

Les premiers dons viennent d'abord de Godefroy de Bouillon qui va faire donation aux Hospitaliers de frère Gérard d'un casal à Hessilia et de deux tours à Jérusalem, le premier patriarche d'Antioche lui cède un emplacement face à l'hôpital d'Antioche, puis le roi de Jérusalem Baudouin de Boulogne qui confirme, en 1110, toutes les possessions de L'Hospital à Jérusalem, Naplouse, Jaffa, Acre, Ascalon, Azot, Césarée, Qaqoum, dans le Soeth, à Haïfa, Capharnaüm, Ramallah, Saint-Georges, Saint-Abraham et Jéricho ; en 1118, l'archevêque d'Apamée, pour le comté de Tripoli et Roger de Salerne, régent d'Antioche, confirment à leur tour les possessions hospitalière. L’Église ne veut pas être en reste et en 1112 elle exempt les Hospitaliers du paiement des dimes dans le patriarcat de Jérusalem et dans l'évêché de Césarée. Mais cela ne s’arrête pas à la Terre sainte mais aussi en Angleterre à Clerkenwell vers 1100 ; en Espagne à Serón, Anglerilium, Lhorens et Biosea en 1109, d'une dime à Benaias en 1110, des églises de Cireza, Llorac en 1111, Guillaume Arnal de Perbes donne avec l'accord d'Arnal Mir, comte de Pallars, le huitième de la dime qu'il perçoit de Roger et de Bernard de Sotsterres en 1113, donations à Balaguer, Iborra, Vallesa et Bóveda en 1116, de Taniol et de Mamez en 1118 ; au Portugal, d'Idanha a Velha en 1114 ; en Italie, d'hôpitaux à Asti, Pise, Bari, Otrante et Messine en 1113

### La reconnaissance papale
C'est le pape Pascal II dans une bulle Pie postulatio voluntatis datant du 15 février 1113 qui fait du fondateur, le recteur Gérard, « instituteur et prévôt du xenodochium de Jérusalem ». Il obtient divers privilèges, avantages et exceptions pour L'Hospital, une institution, une sorte de congrégation, sous la tutelle et protection exclusive du pape. La bulle précise également qu'à la mort de frère Gérard, les frères éliront entre eux son successeur. Elle confirme aussi toutes les donations faites aux Hospitaliers et les autorisent à lever la dîme sur leurs terres.
Le 19 juin 1119, le pape Calixte II, par la bulle Ad hoc nos disponente, confirme toutes les possessions et privilèges de L'Hospital en l'étendant aux dîmes et églises récemment acquises dans l'évêché de Tripoli.

## Les Hospitaliers ne sont pas des gents d'armes

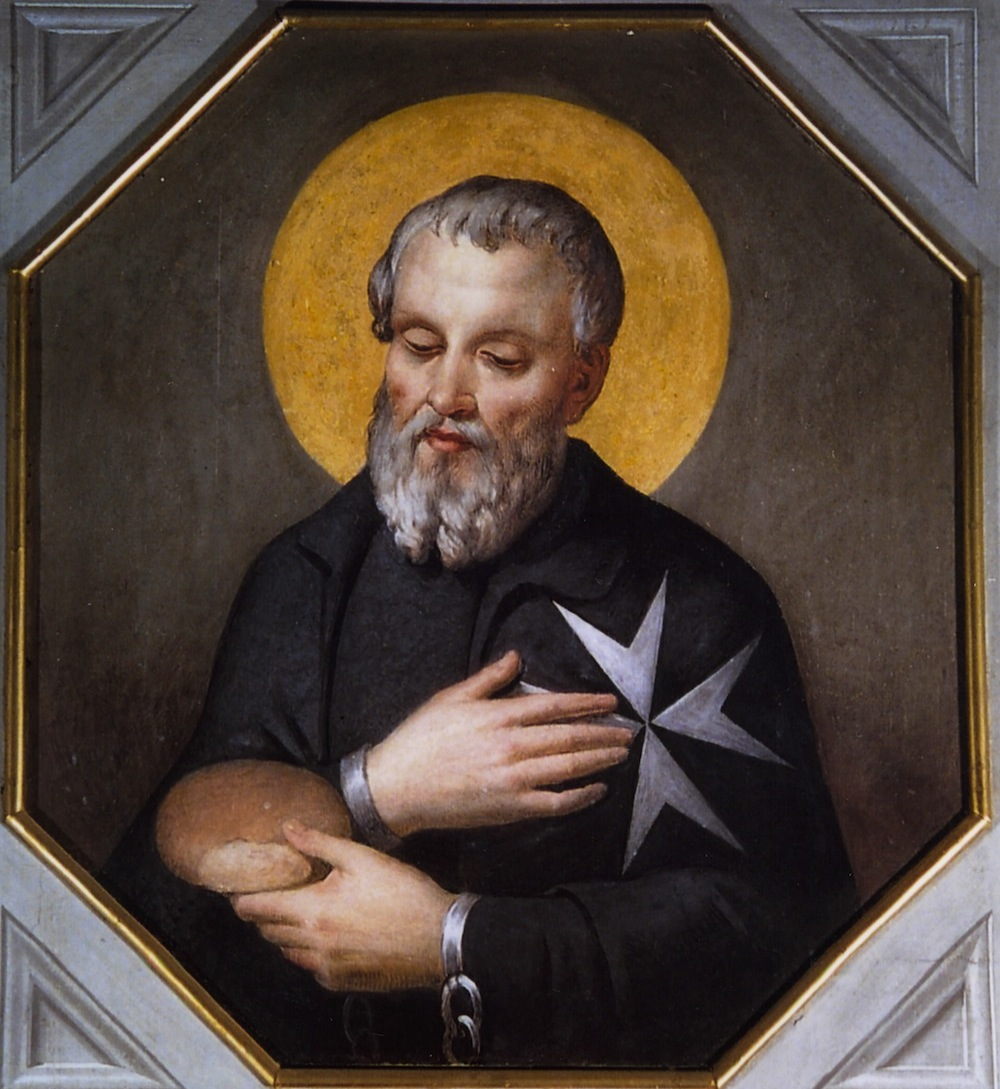
Anonyme du XVIIe siècle, portrait de beato Gherardo (Palazzo Malta).

Il faut se poser la question au regard de son évolution ultérieure et la réponse est non. Gérard, involontairement sans doute, en payant des gents d'armes et des chevaliers pour protéger les pèlerins sur les chemins de la Méditerranée à Jérusalem, engagea l'ordre de Saint-Jean de Jérusalem dans la direction de la militarisation qui ne sera effective que le 15 mai 1179 sous Roger de Moulins. Si les Hospitaliers avaient participé en tant que gents d'armes, il n'aurait pas manqué d'historiens pour relater les faits comme ils le feront plus tard quand ce sera le cas.

## Le miracle de Gérard
Gérard est resté dans Jérusalem lors de l'attaque de la ville par les croisés. Il aidait ceux-ci en leur jetant du haut de la muraille des miches de pain. Surpris, il fut conduit devant le gouverneur de la ville. Les miches de pain s'étaient transformées en pierres. Le gouverneur n'y vit pas malice et renvoya Gérard lapider les croisés avec ... des miches de pain.

## Les reliques de la chapelle du château de Manosque
Il ressort d'une longue étude d'Alain Beltjens au sujet des différentes reliques qui, avant et après la révolution française, ont été attribuées à Gérard l'Hospitalier, elles ne seraient en fait que celles de saint Géraud d'Aurillac. Géraud fut déclaré saint par la voix populaire. C'est un des premiers exemples de saint à avoir été canonisé sans avoir subi le martyre ou être entré dans les ordres. Beltjens dénie la béatification de frère Gérard, car les Hospitaliers auraient profité de la confusion entretenue entre Géraud et frère Gérard qui lui, n'aurait jamais été déclaré saint par la voix populaire ,.

## Mémoire
- A Martigues, dans le quartier de Jonquières, se trouve la Place Gérard Tenque.
- À Manosque se trouve la rue Gérard Tenque.
- À Saint-Mitre-les-Remparts se trouve l'impasse Gérard Tenque.
- À Gimeaux, dans la banlieue d'Arles, se trouve le chemin Gérard Tenque.

## Sources bibliographiques
- Alain Beltjens, « Trois questions à propos de l'hospitalier Gérard : les reliques, qui ont reposé pendant plusieurs siècles dans la chapelle du château de Manosque, appartenaient-elles au premier chef de l'ordre de Saint-Jean de Jérusalem ? Dans la négative, de qui étaient-elles et sommes nous encore en droit de décerner à l'hospitalier Gérard le titre de bienheureux ? », Revue de la société de l'histoire et du patrimoine de l'ordre de Malte, nos 19 et 20,‎ 2008 et 2009 (ISSN 1252-9893, lire en ligne, consulté le 12 janvier 2012)
- Alain Beltjens, Aux origines de l'ordre de Malte. De la fondation de l'Hôpital de Jérusalem à sa transformation en ordre militaire, Alain Beltjens, 1995
- Nicole Bériou (dir. et rédacteur), Philippe Josserand (dir.) et al. (préf. Anthony Luttrel & Alain Demurger), Prier et combattre : Dictionnaire européen des ordres militaires au Moyen Âge, Fayard, 2009, 1029 p. (ISBN 978-2-2136-2720-5, présentation en ligne)
- Lucien Dégut et Octave Vigné, Martigues, Uzès, La Capitelle, 1964, p. 252
- Joseph Delaville Le Roulx, Les Hospitaliers en Terre sainte et à Chypre, 1100-1310, Paris, Ernest Leroux éditeur, 1904
- Alain Demurger, Les Hospitaliers, de Jérusalem à Rhodes, 1050-1317, Paris, Tallandier, 2013, 574 p. (ISBN 979-10-210-0060-5)
- Bertrand Galimard Flavigny, Histoire de l’ordre de Malte, Paris, Perrin, 2006, 364 p. (ISBN 2-262-02115-5)
- Eugène Harot, Essai d’armorial des Grands-Maîtres de l’Ordre de Saint Jean de Jérusalem, Rome, Collegio Araldico, 1911 (lire en ligne)

- Daniel Le Blévec, « Aux origines des hospitaliers de Saint-Jean de Jérusalem : Gérard dit « Tenque » et l'établissement de l'Ordre dans le Midi », Annales du Midi, vol. 89, no 132,‎ 1977, p. 137–151 (DOI 10.3406/anami.1977.1673, lire en ligne, consulté le 11 septembre 2021)